# Pegmatitgrat
Pegmatitgrat är en bergstopp i Antarktis. Den ligger i Östantarktis. Nya Zeeland gör anspråk på området. Toppen på Pegmatitgrat är 457 meter över havet.
Terrängen runt Pegmatitgrat är varierad, och sluttar västerut. Trakten är obefolkad. Det finns inga samhällen i närheten. 